# Gräfestraße 16 (Kassel)

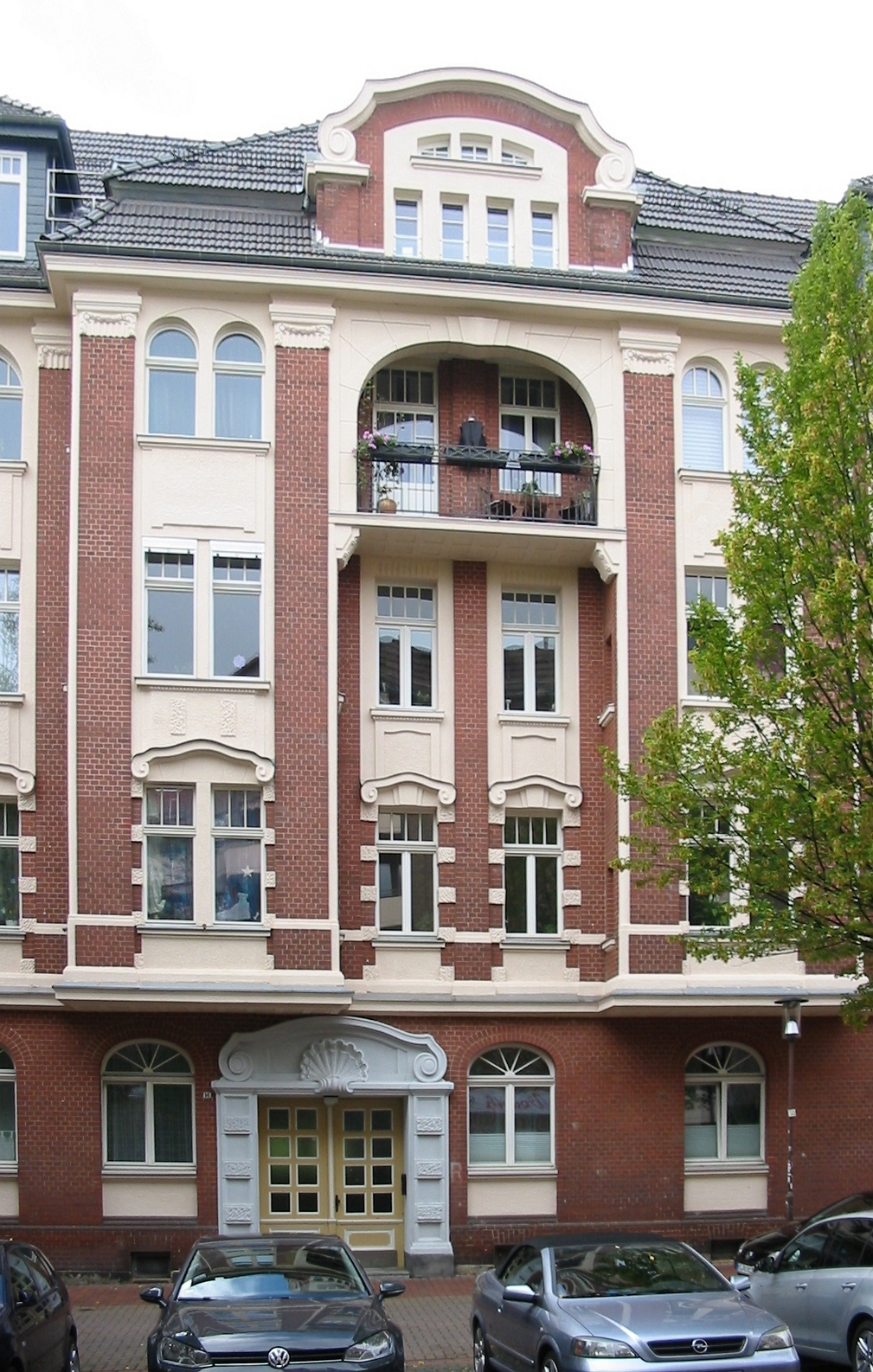
Denkmalgeschütztes Haus Gräfestraße 16 in Kassel

Das Haus Gräfestraße 16 (Gemarkung Wehlheiden, Flur 4, Flurstück 26/1) ist ein gemäß § 2 (1) Hessisches Denkmalschutzgesetz denkmalgeschütztes Kulturdenkmal im Stadtteil Wehlheiden in Kassel. Der Denkmalschutz besteht aus städtebaulichen Gründen.

## Geschichte
Das viergeschossige Wohnhaus wurde wie das Nachbarhaus Nr. 14 um 1911 von dem Architekten Wilhelm Klein erbaut. 2008 erfolgte die Aufteilung in Wohnungseigentum mit insgesamt acht Wohneinheiten. Durch einen Dachausbau wurde 2010 ein weiteres Geschoss mit einer weiteren Wohnung geschaffen. 2013/2014 folgte eine umfangreiche Sanierung des Dachs und der Fassade.

## Baumerkmale
Das Gebäude ist als barockisierender Klinkerbau ausgeführt. Es bildet mit den Nachbarhäusern eine geschlossene Bebauung und hat über dem Erdgeschoss ein zu Haus 14 durchgehendes Gurtgesims. In den Obergeschossen laufen zwei Erker risalitartig unter einem Mansardwalmdach zusammen, mittig gekrönt durch ein Zwerchhaus. Die Loggia im 3. OG ist mit Korbbögen geschlossen. Die unverputzten Mauerstreifen in den Obergeschossen sind als Kolossalpilaster ausgearbeitet, die Fassadenflächen dazwischen zum Teil verputzt. Ein in verschiedenen Ausführungen wiederkehrendes Dekormotiv ist eine Bekrönung mit geknickten Konturen, die in Voluten auslaufen.
Auf der Gartenseite gibt es zum Haus 18 hin einen dreigeschossigen Anbau mit ausgebautem Dach.